# Kang Seung-Woo
Kang Seung-Woo es un deportista surcoreano que compitió en taekwondo. Ganó una medalla de plata en el Campeonato Mundial de Taekwondo de 1985, y una medalla de oro en los Juegos Asiáticos de 1986.

## Palmarés internacional
| Campeonato Mundial | Campeonato Mundial   | Campeonato Mundial | Campeonato Mundial |
| Año                | Lugar                | Medalla            | Categoría          |
| ------------------ | -------------------- | ------------------ | ------------------ |
| 1985               | Seúl (Corea del Sur) | Medalla de plata   | +83 kg             |
| Juegos Asiáticos   |                      |                    |                    |
| Año                | Lugar                | Medalla            | Categoría          |
| 1986               | Seúl (Corea del Sur) | Medalla de oro     | +83 kg             |